# Vijay Amritraj
Vijay Amritraj (Tamil: விஜய் அமிர்தராஜ், Hindi: विजय अम्िरत्राज, Urdu: وِجے اَمرِترج) (Chennai, India, 14 december 1953), is een Indiaas voormalig tennisspeler en acteur.

## Tenniscarrière
Vijay Amritraj en zijn broers Anand en Ashok Amritraj behoorden tot de eerste Indiase internationale toptennissers. In 1976 behaalde Vijay samen met zijn broer Anand de halve finales van het herendubbelspel tijdens het Wimbledon tennistoernooi.
Vijay Amritraj was een natuurtalent op gras, echter op andere ondergronden kon hij minder goed uit de voeten. Hij won nooit een grand slam toernooi. Hij speelde vaak tegen de beste spelers ter wereld zoals Rod Laver, Björn Borg en Jimmy Connors, maar verloor even zo vaak. Zijn zwakke plek was zijn uithoudingsvermogen.
Amritraj was gedurende een groot deel van de jaren zeventig en tachtig captain van het Indiase Davis Cup-team. Onder zijn leiding wist het team in 1974 en in 1987 de Davis Cup-finales te bereiken. Tijdens deze wedstrijden behaalde Amritraj zijn mooiste overwinningen tegen hoger geplaatste spelers, zoals een vijfsetter tegen Martin Jaite in 1987.
Amritraj won tijdens zijn carrière 384 wedstrijden en verloor er 296. Hij won onder meer van John McEnroe in 1984, en wist tijdens zijn carrière vijfmaal van Jimmy Connors te winnen. Zijn hoogste positie op de wereldranglijst was de zestiende plaats in juli 1980.
In 1980 won hij het dubbelspel van het Tennis Toernooi van Rotterdam samen met dubbelpartner Stan Smith.

## Amritraj als acteur
Amritraj heeft ook geacteerd, onder meer in de James Bondfilm Octopussy en in de vierde Star Trek-film (The Voyage Home). Tegenwoordig is hij onder meer sportcommentator en heeft hij een multimediabedrijf.
Zowel zijn zoon Prakash Amritraj als zijn neef Stephen Amritraj zijn proftennissers.

### Films
- Octopussy (1983)
- Nine Deaths of the Ninja (1985)
- Star Trek IV: The Voyage Home (1986)

### Televisie
- The Last Precinct (1986)
- What a Country (1986-1987)

## Prestatietabel tennis
| Legenda | Legenda                          |
| ------- | -------------------------------- |
| g.t.    | geen toernooi gehouden           |
| l.c.    | lagere categorie                 |
| –       | niet deelgenomen                 |
| G       | uitgeschakeld in de groepsfase   |
| 1R      | uitgeschakeld in de eerste ronde |
| 2R      | uitgeschakeld in de tweede ronde |
| 3R      | uitgeschakeld in de derde ronde  |
| 4R      | uitgeschakeld in de vierde ronde |
| KF      | uitgeschakeld in de kwartfinale  |
| HF      | uitgeschakeld in de halve finale |
| F       | de finale verloren               |
| W       | het toernooi gewonnen            |
| w-v     | winst/verlies-balans             |

### Prestatietabel grand slam, enkelspel
| Toernooi        | 1972 | 1973 | 1974 | 1975 | 1976 | 1977 | 1977 | 1978 | 1979 | 1980 | 1981 | 1982 | 1983 | 1984 | 1985 | 1986 | 1987 | 1988 | 1989 | 1990 |
| --------------- | ---- | ---- | ---- | ---- | ---- | ---- | ---- | ---- | ---- | ---- | ---- | ---- | ---- | ---- | ---- | ---- | ---- | ---- | ---- | ---- |
| Australian Open | –    | –    | –    | –    | –    | –    | –    | –    | –    | –    | –    | –    | 1R   | 2R   | –    | g.t. | –    | –    | –    | –    |
| Roland Garros   | –    | –    | 3R   | –    | –    | –    | –    | –    | –    | –    | –    | –    | –    | –    | –    | –    | –    | –    | –    | –    |
| Wimbledon       | 2R   | KF   | 2R   | 2R   | 2R   | 2R   | 2R   | 2R   | 2R   | 1R   | KF   | 3R   | 1R   | 1R   | 4R   | 1R   | 2R   | –    | –    | 1R   |
| US Open         | 1R   | KF   | KF   | 2R   | 1R   | 1R   | 1R   | 1R   | 2R   | 3R   | 3R   | –    | –    | 2R   | 1R   | –    | –    | –    | –    | –    |

### Prestatietabel grand slam, dubbelspel
| Toernooi        | 1972 | 1973 | 1974 | 1975 | 1976 | 1977 | 1977 | 1978 | 1979 | 1980 | 1981 | 1982 | 1983 | 1984 | 1985 | 1986 | 1987 | 1988 | 1989 |
| --------------- | ---- | ---- | ---- | ---- | ---- | ---- | ---- | ---- | ---- | ---- | ---- | ---- | ---- | ---- | ---- | ---- | ---- | ---- | ---- |
| Australian Open | –    | –    | –    | –    | –    | –    | –    | –    | –    | –    | –    | –    | –    | 3R   | –    | g.t. | –    | –    | –    |
| Roland Garros   | –    | –    | 1R   | –    | –    | –    | –    | –    | –    | –    | –    | –    | –    | –    | –    | –    | –    | –    | –    |
| Wimbledon       | 1R   | 1R   | 1R   | 2R   | HF   | 2R   | 2R   | 3R   | 2R   | 3R   | KF   | –    | 2R   | 1R   | 3R   | 2R   | –    | –    | 2R   |
| US Open         | 1R   | KF   | 3R   | 2R   | KF   | 3R   | 3R   | 1R   | 1R   | 1R   | 1R   | –    | 2R   | –    | 1R   | –    | –    | –    | –    |